# ビオランテ・デ・アラゴン
ビオランテ・デ・アラゴン・イ・ウングリア（Violante de Aragón y Hungría, 1236年6月8日 - 1301年）は、カスティーリャ王アルフォンソ10世の王妃。名前はヨランダ（Yolanda）とも。父はアラゴン王ハイメ1世、母はハンガリー王アンドラーシュ2世の娘ビオランテ・デ・ウングリア。
1246年に王太子であったアルフォンソと婚約し、1249年に結婚した。結婚から数年間は子供ができず、一時アルフォンソは離婚も企てていたが、その後は夭逝した2人を除いても、早世した王太子フェルナンド・デ・ラ・セルダ、その弟で王位を継いだサンチョ4世ら10人の子供をもうけている。

## 子女
- フェルナンド（生没年未詳） - 夭逝
- ベレンゲーラ（1253年 - 1284年以降） - ラス・ウエルガス修道院の修道女
- ベアトリス（1254年 - 1280年） - 1271年、ムルシアでモンフェラート侯グリエルモ7世と結婚。
- フェルナンド・デ・ラ・セルダ（1255年 - 1275年） - 王太子であったが父より先に死去し、遺児たちを退けて弟サンチョが父から王位を奪った。
- レオノール（1257年 - 1275年）
- サンチョ4世（1258年 - 1295年） - カスティーリャ王
- コンスタンサ（1258年 - 1280年） - ラス・ウエルガス修道院の修道女
- ペドロ（1260年 - 1283年）
- フアン（1262年 - 1319年） - バレンシア・デ・カンポス領主
- イサベル（生没年未詳） - 夭逝
- ビオランテ（1265年 - 1296年） - ビスカヤの領主ディエゴ・ロペス・デ・アロと結婚。
- ハイメ（1266年 - 1284年）